# Tetrastichium virens
Tetrastichium virens är en bladmossart som beskrevs av David Maughan Churchill 1989. Tetrastichium virens ingår i släktet Tetrastichium och familjen Hookeriaceae. Inga underarter finns listade i Catalogue of Life.